# Svidovská dolina

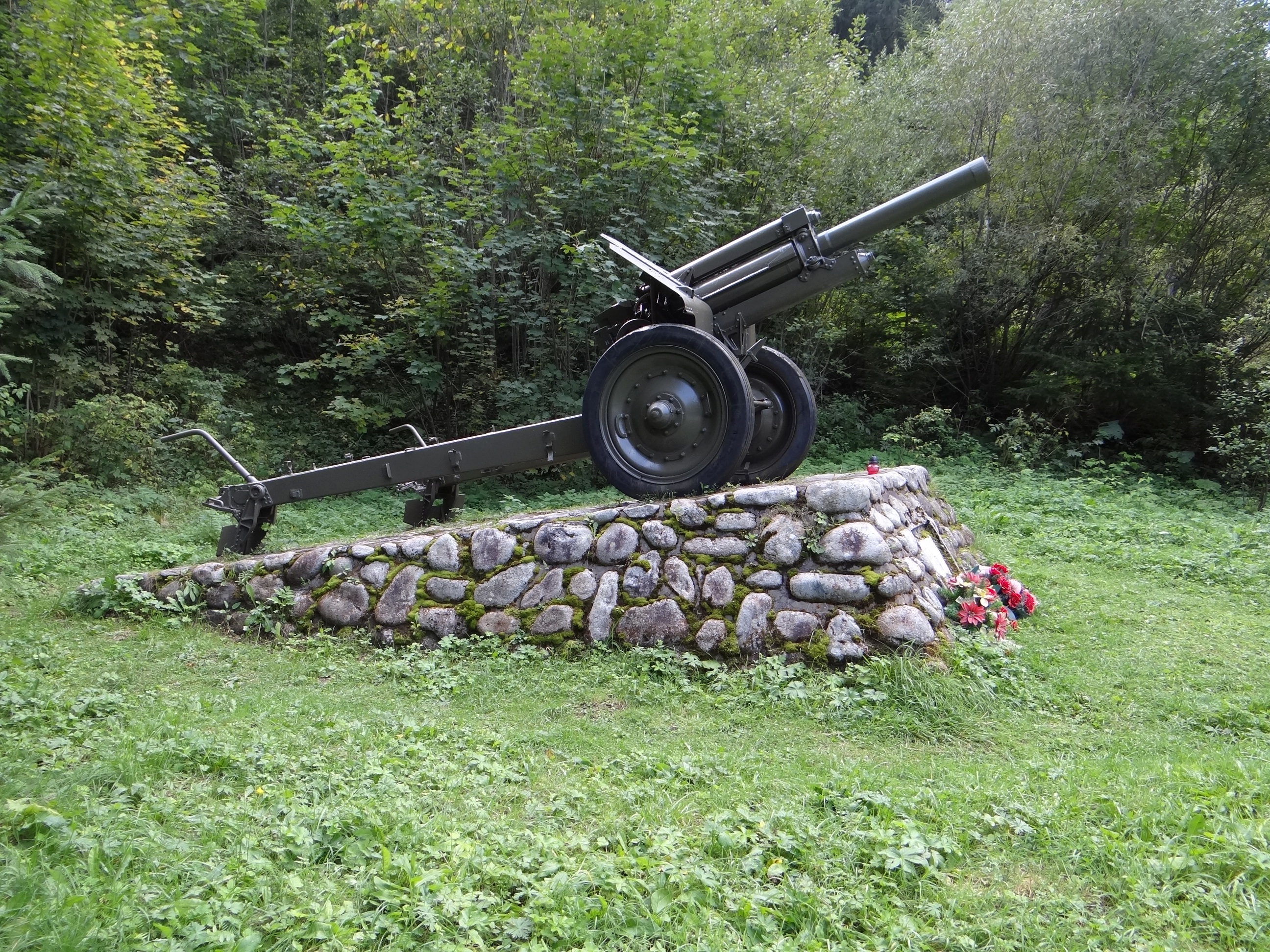
Pomnik u wylotu Svidovskiej doliny

Svidovská dolina – dolina w Niżnych Tatrach na Słowacji. Jest orograficznie lewym odgałęzieniem Bocianskiej doliny, która dzieli Niżne Tatry na dwie części: zachodnią – większą i skupiającą wszystkie szczyty przekraczające 2000 m (Ďumbierske Tatry) oraz wschodnią – niższą i nieco mniej rozległą (Kráľovohoľské Tatry). Svidovská dolina znajduje się w części zachodniej.
Svidovská dolina górą podchodzi pod Svidovské sedlo w grzbiecie łączącym szczyty Rovná hoľa (1723 m) na południu i Ohnište (1538 m) na północy, a jej  prawa (orograficznie) odnoga, zwana Kráľov stôl (1580 m), sięga wysoko na północne zbocza Rovnej hoľe. Opada w kierunku północno-wschodnim. Orograficznie prawe jej zbocza tworzy północno-wschodni grzbiet Rovnej hoľe ze szczytem Červená, lewe północno-wschodni grzbiet Ohnišťa ze szczytem Hradište. Ma wylot na wysokości około 720 m tuż poniżej najniżej położonych zabudowań wsi Malužiná. Dnem doliny spływa Svidovský potok, wylot doliny przecina droga krajowa nr 72.
Dolina wyżłobiona jest w skałach wapiennych. Jest całkowicie porośnięta lasem. U podstawy dolnej części jej prawych zboczy znajduje się duży, czynny kamieniołom. W obrębie Parku Narodowego Niżne Tatry znajduje się cała górna część doliny i górna część lewych jej zboczy, część doliny z kamieniołomem jest poza obszarem parku. U wylotu dolin zamontowano pomnik upamiętniający powstańców słowackiego powstania narodowego – działo na murowanym cokole.

## Turystyka
Doliną prowadzi szlak turystyki pieszej łączący Bocianską dolinę z Jánską doliną. Na przełęczy Svidovské sedlo krzyżuje się on z graniowym szlakiem zielonym, co daje możliwość kontynuowania wędrówki również w innych kierunkach.
  –  Malužiná, Svidovo – Svidovská dolina –  Svidovské sedlo – Pred Bystrou, Jánska dolina. Odległość z Malužiny na Svidovské sedlo 5,3 km, suma podejść 420 m, suma zejść 7 m, czas przejścia 1,40 h (z powrotem 1,15 h).